# Chemin de fer d'Urola
 (février 2019).

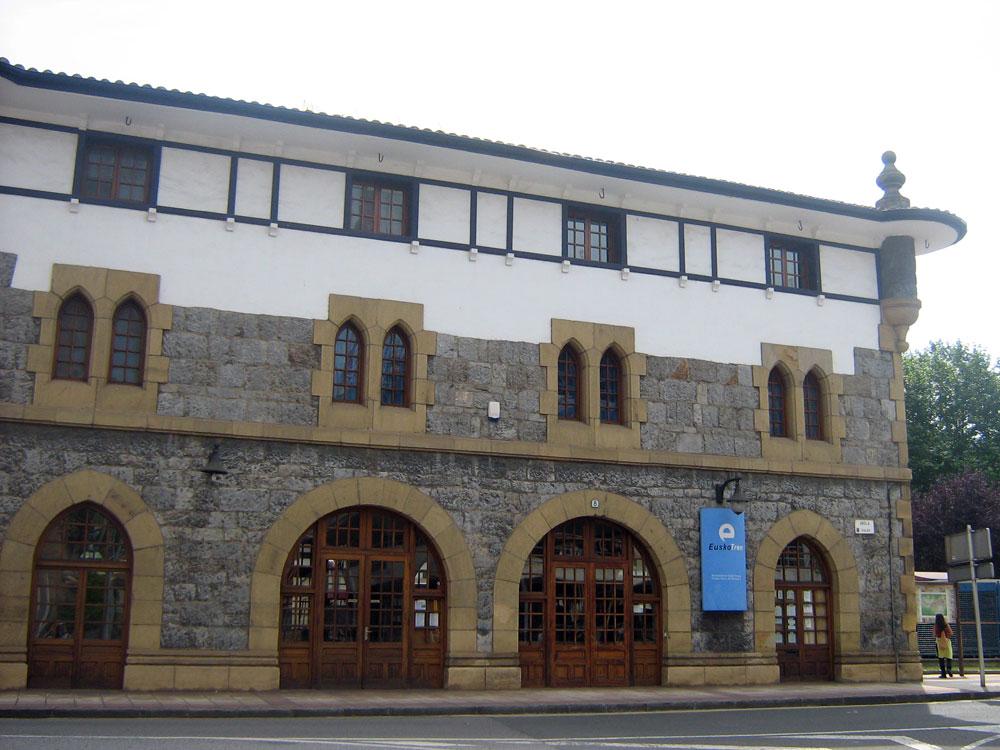
Musée basque du Chemin de fer d'Urola.

Le chemin de fer d'Urola a été une ligne de chemin de fer à voie étroite qui reliait les localités basques de Zumarraga et de Zumaia, dans la province du Guipuscoa au Pays basque (Espagne), par la vallée de la rivière Urola. Il fut le premier et le dernier chemin de fer électrique espagnol qui a été construit au Pays basque jusqu'aux investissements dans le tronçon basque du train à grande vitesse, connu comme le « Y basque ».
Le chemin de fer a été inauguré le 22 février 1926 par Alphonse XIII et son exploitation a cessé à l'automne 1986 pour fermer définitivement le 2 février 1988. Les voies et la caténaire ont été démontées, pour être remontées de nouveau dans un tronçon de dix kilomètres pour desservir le train à vapeur du musée basque du Chemin de fer. Ses garages et ateliers sont devenus le siège de ce musée, qui a remis en service cinq kilomètres de la ligne, entre Azpeitia et Lasao, sans l'électrifier pour organiser des balades avec le matériel roulant possédé.

## Tracé
À travers le chemin de fer de l'Urola, on reliait la localité de Zumarraga, qui était l'important nœud ferroviaire coïncidant là, en un même point, appelée Plaza de las estaciones trois lignes ferroviaires : celle du chemin de fer du Nord, ligne de grande importance qui reliait, via Irun, Madrid avec Paris, à la dernière une des principales lignes de RENFE. La ligne de voie étroite des  chemins de fer basques (Ferrocarriles Vascongados) qui reliait Bergara et de là, Vitoria-Gasteiz et Eibar puis par la ligne des basques Bilbao (Vascongados Bilbao) - Saint-Sébastien, et la ligne du chemin de fer de l'Urola qui reliait Zumaia, son port, et la ligne de voie étroite des (Vascongados) qui unit Bilbao à Saint-Sébastien.
Le train de l'Urola, qui serpentait par les rivages de la rivière, avait un parcours de 34,4 km de longueur pour lesquels on avait construit vingt-neuf tunnels et vingt ponts. La durée du voyage était de soixante-dix minutes. Il disposait de quinze gares et haltes, dont les bâtiments étaient différents dans chaque localité et ont été conçus par l'architecte Ramón Cortázar dans le style du pays. Celles-ci sont :
1. Zumarraga (liaison avec Compañía de los Caminos de Hierro del Norte de España et Ferrocarril del Deba). On conserve actuellement l'édifice ;
2. Urretxu, actuellement utilisé comme local pour jeunes ;
3. Aguiñeta ;
4. Aitzpurutxo, actuellement à l'état d'abandon ;
5. Olozaga, actuellement utilisé par un agriculteur comme étable ;
6. Azkoitia, actuellement occupé par la bibliothèque municipale de la localité. De plus, le bâtiment a été agrandi avec des traverses du chemin de fer ;
7. Loiola, actuellement la mairie d'Azpeitia l'utilise comme magasin ;
8. Azpeitia, où se trouvaient les voitures et les ateliers ; actuellement occupé par le musée basque du Chemin de fer ;
9. Lasao, actuellement restauré et un des arrêts de la ligne du train à vapeur du musée basque du Chemin de fer ;
10. Balneario de Zestoa, actuellement à l'état d'abandon ;
11. Zestoa, actuellement édifice en état de conservation ;
12. Iraeta, actuellement à l'état d'abandon ;
13. Arrona, actuellement à l'état d'abandon ;
14. Zumaia (liaison avec la ligne de train de Saint-Sébastien - Bilbao) ; aujourd'hui occupé par la gare d'Eusko Trenbide Sarea - Red Ferroviaria Vasca à Zumaia ;
15. Zumaia (port), actuellement le dispensaire de Zumaia.

## Parc du matériel roulant
Le parc de matériel roulant dont disposait l'Urola a été maintenu sans variation significative depuis son inauguration en 1926 jusqu'à sa fermeture définitive en 1988. Ce qui a été le premier chemin de fer électrique d'Espagne est devenu musée après sa fermeture, et ses locomotives et voitures sont passées du transport de passagers à l'exposition comme pièces de collection dans les mêmes ateliers et garages qui pendant plus de 70 ans ont servi à leur maintenance.
Ce chemin de fer a possédé des véhicules d'ossature bois et métalliques, certains de construction nationale, fabriqués par l'entreprise du Guipuscoa CAF et qui ont été les premiers a êtres construits complètement en Espagne avec une ossature métallique.

## Inventaire du matériel
- Sept véhicules à moteur Siemens avec 4 moteurs de 75 CV chacun et carrosserie de bois type Carde et Eskoriatza. Ils avaient une capacité de 30 passagers assis. Ce matériel recevait la dénomination de Mª1 à Mª7. Le Mª 3 a subi une modification par le CAF dans lequel on l'a doté d'une carrosserie métallique après un accident.
- Trois Fourgons de véhicules à moteur Siemens destinés au transport de marchandises avec une capacité de charge de 15 Tm. Ils avaient une carrosserie de bois type Carde et Eskoriatza et ont été re-carrossés, deux en carrosserie métallique par le CAF, le Mm1 en 1954 et le Mm3 en 1957 et l'autre, le Mm2, en bois en 1960. On a appelé Mm1 à Mm3.
- Sept wagons de passagers de série A d'ossature métallique. Ils ont été construits par le CAF et étaient composé de deux départements de 18 sièges chacun. Un était de classe salon (avec des sièges tapissés) et l'autre de classe unique (avec des sièges en bois) auxquels on ajoutait un service et un petit fourgon. Les bogies étaient de type Pennsylvanie.
- Sept wagons passagers de série B d'ossature métallique. Ils ont été construits par le CAF et disposaient d'un seul département de 48 sièges en bois. Les bogies étaient de type Pennsylvania.
- Sept wagons de passagers de série C avec ossature en bois. Ils ont été construits par le CAF et disposaient d'un seul département de 48 places dans des sièges en bois et strapontins dans les extrémités. Ils étaient construits sur les bogies Diamond. On appelait C1 à C7. Les wagons C6 et C7 ont été modifiés en 1933 réduisant le département à la moitié, en laissant seulement 24 sièges et en formant avec le reste un camion. En 1961 on a dégrossi la voiture C6, en 1964 le C7, en 1976 les voitures C1 et C5 et le C3 en 1990. Les deux autres, C2 et C4, ont fait partie de la collection du musée basque du Chemin de fer.
- Deux wagons mixtes avec fourgon et 48 places. Construits à Azpeitia après 1965 en profitant des restes du chemin de fer de la Bidasoa. On a appelé C6 et C7.
- Quatre-vingt-un (81) wagons de marchandises ont été fabriqués par la Sociedad Talleres de Miravalles.

## Les employés
Quand le 22 février 1926 le roi Alphonse XIII a inauguré le chemin de fer de l'Urola, celui-ci comptait un personnel de cent trente employés qui avaient été choisis l'année précédente. Pour novembre 1925, il était déjà devenu la sélection correspondante après que la Députation forale du Guipuscoa aurait pris la décision de parier sur la proposition la plus économique que lui avait posée le conseil d'administration du chemin de l'Urola. Un personnel réduit, qui revenait à 16,10 % meilleur marché que l'option antérieure, mais obligeait à un plus petit service. La proposition a été faite par le conseil d'administration en février et la Députation a pris la décision en septembre. Le 1er janvier 1926 était déjà engagée la totalité du personnel.
L'augmentation du service a mené à une augmentation de l'effectif. La première s'est produite en 1927, quand il y avait déjà 143 travailleurs en attente et qui pour 1933 sont passés à 164. Au début de la guerre civile, en 1936, le coup du personnel représentaient 70 % des dépenses totales de la compagnie. Passée la guerre, en 1940 a été ouvert un dossier de réduction des effectifs (expediente de depuración) qui a réduit le personnel à 100 employés. Huit années plus tard, il est arrivé à 163 employés et, en 1982, il y en avait seulement 91. Le personnel a toujours été uni au service que le chemin de fer rendait.
Les frais de personnel, qui en 1933 étaient de 70 %, sont passés à 81 % en 1970. Ils représentaient les plus grands frais d'exploitation, puisque les investissements ont été toujours très réduits.

## Conditions de travail
Les conditions de travail des ouvriers du chemin de fer de l'Urola étaient réglées par le  Règlement Général de 1925, qui a été maintenus en vigueur jusqu'en 1930. Dans la négociation de 1931, on a obtenu la modification de ces conditions avec des avancées significatives sur quatre points :
1. Compatibilité des droits passifs avec le Régime obligatoire de retraite ouvrier (Régimen Obligatorio du Retiro Obrero) ;
2. Augmentations salariales de la même manière que les employés provinciaux ;
3. Implantation du repos bimensuel pour le tout le personnel (il a été entamé le 1er juin 1930) ;
4. La journée de travail de huit heures.

Dans l'après-guerre ont été modifiées les conditions de travail par les lois, dont la Loi du 13 juillet 1940 qui permet le repos entre semaine au lieu du repos dominical. Le conseil d'administration a élaboré un nouveau règlement en 1940, dans lequel on règle les concessions de pensions retraite, veuvage et orphelinat, ainsi que d'un revenu de 90 % en cas de baisse par incapacité de travail temporaire. Les améliorations sont remarquables ces années suivantes :
- homologation quant à l'assurance - maladie avec les travailleurs de la Députation ;
- fourniture de logement en location aux travailleurs ;
- instauration d'un centre de formation du personnel.

En 1971, on a publié un ordre ministériel avec une nouvelle réglementation qui affecta tous les employés de tous les chemins de fer publics. Cette nouvelle réglementation touche, en les améliorant, trois points :
1. Nouvelle échelle salariale avec des remboursements minimaux au-dessus desquels ils avaient dans l'Urola ;
2. 21 jours de congé ;
3. Accroissement de régimes.

L'application de ce nouveau règlement a supposé une augmentation significative des frais de personnel pour le chemin de fer.
Les conditions de travail ont toujours été marquées par le faible résultat économique de l'entreprise et ont été pire que celles des travailleurs de la compagnie sœur Ferrocarriles Vascongados.
Les travailleurs du chemin de fer de l'Urola n'ont jamais été des fonctionnaires de la Députation forale du Guipuscoa, même si la compagnie ferroviaire était publique. Encore que le degré d'homologation atteint avec les travailleurs statutaires ait été très important.
L'échelle salariale qui a été marquée dans les premiers décrets de 1925 prenait comme base le salaire des cantonniers. On reconnaît les quinquennats et rapidement, aux six années de l'inauguration, les triennats.
En 1931, un Ordre Royal étatique établit des niveaux minimaux de remboursement qui, avec les accords avec la Députation, fait qu'apparaissent de grandes différences dans les salaires des différents employés, qui ont donné lieu à un malaise qui aboutira avec des demandes d'augmentation salariale qui ont été assurés par la Députation, laquelle a choisi d'accorder à l'Urola des fonds nécessaires pour satisfaire ces demandes. Jusqu'à la publication en 1946 de la Règlementation Ouvrière Générale des Chemins de Fer on ait appliqué les mêmes conditions qu'aux travailleurs à l'état statutaire (fonctionnaire). Après cette publication, on a maintenu, au moyen de divers concepts, les niveaux salariaux comparés avec les travailleurs de la Députation.
Avec le nouvel ordre salarial de 1969 (apparu à la suite du "gel salarial" dicté par le gouvernement) sont absorbés les gratifications d'assistance et volontaire dans le salaire et on effectue une nouvelle échelle salariale plus juste lequel s'améliore aux deux catégories les plus faibles de l'échelle salariale.
La crise des années 1980 ont été un frein pour les augmentations salariales. Quand on a fermé le chemin de fer, aucune des entreprises consultantes qui ont élaboré des plans de viabilité et ont conseillé la fermeture de la ligne attribué aux frais de personnel, qui alors correspondait à 80 % du budget, la situation de faillite de cette dernière.
| Salaires de base mensuel dans les chemins de fer de l'Urola de 1971 à 1979 (en pesetas). | Salaires de base mensuel dans les chemins de fer de l'Urola de 1971 à 1979 (en pesetas). | Salaires de base mensuel dans les chemins de fer de l'Urola de 1971 à 1979 (en pesetas). | Salaires de base mensuel dans les chemins de fer de l'Urola de 1971 à 1979 (en pesetas). | Salaires de base mensuel dans les chemins de fer de l'Urola de 1971 à 1979 (en pesetas). |
| Classe                                                                                   | 1971                                                                                     | 1977                                                                                     | 1978                                                                                     | 1979                                                                                     |
| ---------------------------------------------------------------------------------------- | ---------------------------------------------------------------------------------------- | ---------------------------------------------------------------------------------------- | ---------------------------------------------------------------------------------------- | ---------------------------------------------------------------------------------------- |
| 1ª                                                                                       | 9.368                                                                                    | 17.200                                                                                   | 18.990                                                                                   | 21.600                                                                                   |
| 2ª                                                                                       | 8.669                                                                                    | 16.400                                                                                   | 18.150                                                                                   | 20.700                                                                                   |
| 3ª                                                                                       | 8.030                                                                                    | 15.750                                                                                   | 17.400                                                                                   | 19.800                                                                                   |
| 4ª                                                                                       | 7.422                                                                                    | 15.100                                                                                   | 16.680                                                                                   | 19.200                                                                                   |
| 5ª                                                                                       | 6.905                                                                                    | 14.700                                                                                   | 16.260                                                                                   | 18.900                                                                                   |
| 6ª                                                                                       | 6.570                                                                                    | 14.250                                                                                   | 15.750                                                                                   | 18.600                                                                                   |
| 7ª                                                                                       | 6.235                                                                                    | 13.950                                                                                   | 15.480                                                                                   | 18.300                                                                                   |
| 8ª                                                                                       | 5.900                                                                                    | 13.800                                                                                   | 15.300                                                                                   | 18.800                                                                                   |
| 9ª                                                                                       | 5.566                                                                                    | 13.650                                                                                   | 15.120                                                                                   | 17.700                                                                                   |
| 10ª                                                                                      | 5.232                                                                                    | 13.500                                                                                   | 14.940                                                                                   | 17.400                                                                                   |
| 11ª                                                                                      | 5.232                                                                                    | 13.350                                                                                   | 14.760                                                                                   | 17.100                                                                                   |
| 12ª                                                                                      | 5.232                                                                                    | 13.200                                                                                   | 14.580                                                                                   | 16.800                                                                                   |
| Source : musée basque du Chemin de fer, actes du conseil d'administration.               |                                                                                          |                                                                                          |                                                                                          |                                                                                          |

## Histoire
En décembre 1883, les habitants de la vallée de l’Urola se rendaient compte de la nécessité de se doter d'un système de communications moderne, confortable et rapide. Le chemin de fer était la solution aux chemins tortueux que parcouraient les charrettes à chevaux et les charrettes à bœufs. Après plusieurs tentatives de constitution d'une entreprise privée qui construirait et exploiterait la ligne, ce sera la Députation du Guipuscoa qui, sur la base de la concession obtenue en 1920, matérialisera le projet.
Le 22 février 1926, le roi Alphonse XIII a inauguré le premier chemin de fer électrique espagnol qui était amené à accélérer le progrès de la vallée du Guipuscoa et du Goierri. La ligne du chemin de fer de l'Urola était pensée pour le transport de passagers et de marchandises et reliait le cœur du Guipuscoa avec le port de Zumaia. Durant les premières années de son existence, il est arrivé à transporter plus de 370 000 voyageurs annuels et, même en cédant la prédominance du transport à l'entreprise d'autobus « La Guipuzcoana », arriverait à rendre service à plus de 996 000 passagers en 1962, dépassant les 800 000 dans la période 1953-1968. Il est remarquable que durant les dernières années de son exploitation l'utilisation sera maintenue autour des 400 000 passagers annuels.
Le transport de marchandises a été maintenu fixe autour des 55 000 tonnes annuelles jusqu'en 1955, quand il a commencé à baisser, s'arrêtant durant les dernières années dans les 2 000 tonnes. Cette diminution a été due à l'augmentation du transport par la route et l'abandon de cette ligne d'affaire par les entreprises destinées à son exploitation.
Les hauts et bas dans le passage, étant donné les coutumes et les circonstances historiques, se sont reflétés dans leur personnel. Des 130 employés qui ont inauguré la ligne, ils n'en restaient seulement que 91 en 1982, passant de 164 en 1933.
Après la Guerre Civile, le transport par la route a été beaucoup plus compétitif, ce qui a obligé le chemin de fer à chercher l'extension et l'amélioration du service. Il a s'est effectué avec la collaboration de Ferrocarriles Vascongados, quand a été créé le service direct entre Zumarraga et Saint-Sébastien, connue populairement comme le talguillo. Ce service a été actif entre 1951 et 1967.
En 1976, la Députation du Guipuscoa a proposé la cessation de la ligne de chemin de fer à l'entreprise d'État des chemins de fer à voie étroite de FEVE, proposition qui ne s'est pas conclue. En 1985 quand, dans le cadre du transfert de la concurrence des chemins de fer à voie étroite du Gouvernement basque, celui-ci s'est chargé du chemin de fer de l'Urola, qui s'intégrera dans l'Eusko Empresa Pública Trenbideak.

## La fermeture
En 1986, le gouvernement basque a suspendu le service en faisant valoir le vieillissement des installations, des voies et du matériel roulant (qui n'avaient pas eu d'investissement significatif depuis son inauguration) et après avoir effectué quelques investissements et diverses consultations dans des entreprises spécialisées, qui ont élaboré des plans de viabilité dans lesquels elles indiquaient la fermeture du service comme solution la plus économique étant donné l'investissement trop élevé à effectuer. Il a de même décidé - contre l'avis populaire particulièrement ceux des habitants de la vallée de l'Urola- la suspension définitive du service. Le 2 février 1988, on a décrété la fermeture définitive de cette ligne ferroviaire après 75 années de service. Comme compensation, on a approuvé un plan d'investissements dans des routes de la zone et un renforcement des lignes d'autobus qui unissaient Zumarraga avec Saint-Sébastien en passant par Zumaia.

## L'après fermeture

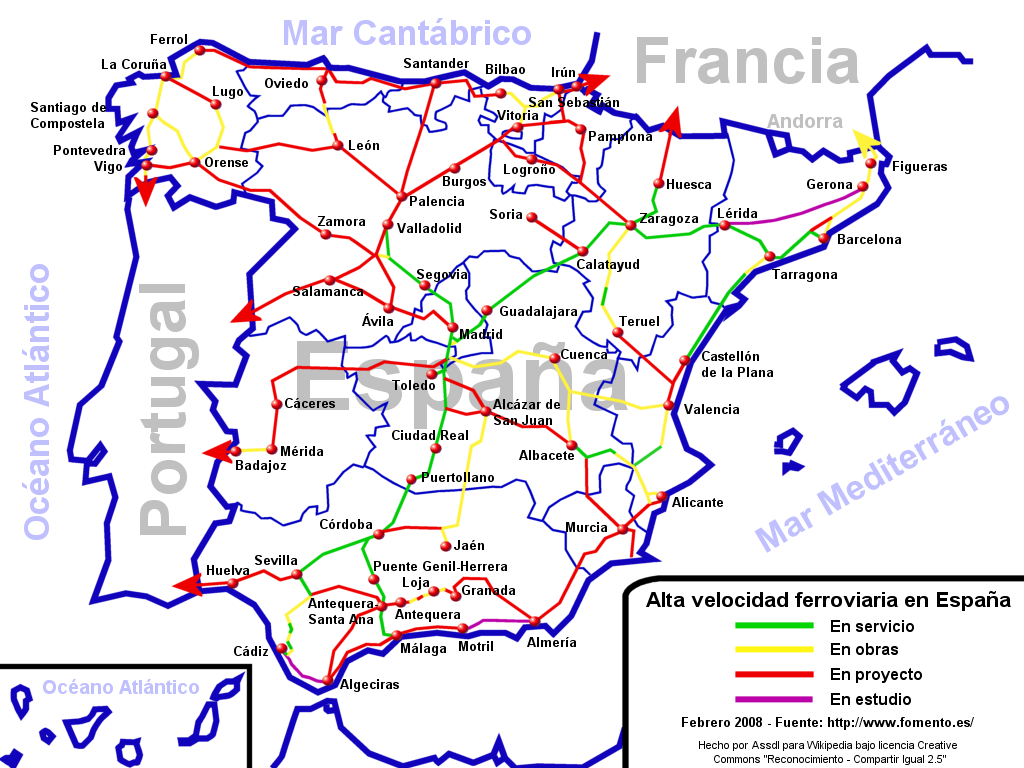
Réseau des trains à grande vitesse en Espagne (février 2008).

Après la fermeture de la ligne, on a mené à bien le démantèlement des voies, la caténaire et les ponts de la ligne, ainsi que la création dans les ateliers et les garages d'Azpeitia du musée basque du Chemin de fer. Les années d'abandon - de 1986 à 1988 - ont gravement détérioré les installations des ateliers, ainsi que la centrale de transformation électrique. Et tout, l'établissement du Musée n'a pas requis de grands investissements, puisque la valeur historique des installations existantes, le fait qu'ils étaient les premières de traction électrique et que dehors la dernière ligne ferroviaire construite au Pays basque depuis longtemps (jusqu'aux investissements du début du XXIe siècle dans le métro de Bilbao et du Y basque du plan du train à grande vitesse) fermaient un chapitre très important dans l'histoire des communications basques, dans lequel peu de vallées ont échappé d'avoir leur train propre, ont agi de fond de collection du musée.
Dans le but d'établir des activités ludiques en ce qui concerne le chemin de fer et la possibilité d'organiser des promenades dans des trains à vapeur historiques, ont tendu à la reconstruction de cinq kilomètres de voies nouvelles, sans électrification, entre Azpeitia et Lasao. On a reconverti quelques tronçons du plan ferroviaire en voie verte, comme celui compris entre Azkoitia et Urretxu.
En 2007, le Département de Transports le Gouvernement basque et d'EuskoTren annoncent que dans le programme d'investissements d'EuskoTren XXI on considère la réouverture d'au moins un tronçon de la ligne de l'Urola, spécialement pour le transport de marchandises (ferraille aux aciéries d'Azpeitia), a annoncé la Députation du Guipuscoa en 2018 comme année de l'entrée en service de cette réouverture.